# Autovía Cantabria-Meseta
La autovía Cantabria-Meseta o A-67, también conocida como autovía de la Meseta, es una vía terrestre de doble calzada y sentido que comunica la comunidad autónoma española de Cantabria con el norte de la meseta, es decir, con Castilla y León y en concreto con la provincia de Palencia.
Su recorrido atraviesa la cordillera Cantábrica, siendo esta vía de vital importancia para la comunidad autónoma cántabra debido a que es el principal y único acceso de gran capacidad que tiene a la meseta castellanoleonesa y por extensión, al centro de la península ibérica.
Asimismo, es fundamental para el comercio en el puerto de Santander y para los frecuentes desplazamientos que se efectúan desde Cantabria hacia cualquier parte de España que tengan que pasar por Valladolid, o por Madrid, centro del sistema radial de autopistas y autovías.
Además, incorpora un tramo considerado de autopista libre de peajes, el de Torrelavega (A-8)-Santander (S-10), debido al desdoblamiento de un tercer carril en el tramo que discurre entre Santa Cruz de Bezana y su final en el puerto de Santander.

## Historia
La A-67 quedó terminada el 28 de julio de 2009, tras abrirse los últimos tramos pendientes entre Frómista-Osorno la Mayor-Aguilar de Campoo. Anteriormente, se había completado la autovía en sus tramos de Cantabria, en concreto fue el 31 de enero de 2008, siendo inaugurados por el presidente de Cantabria Miguel Ángel Revilla y la ministra de Fomento Magdalena Álvarez.
Cantabria fue durante muchos años, la única comunidad autónoma de la España peninsular que no tuvo conexión por autovía con el centro de la península y por tanto con la capital, Madrid. Antes de que se construyera esta autovía, la comunicación entre Cantabria y la Meseta se hacía a través de dos carreteras nacionales que atravesaban dos puertos bastante peligrosos, como son las hoces de Bárcena y el puerto del Escudo.
Debido a que atraviesa de norte a sur la cordillera Cantábrica, esta vía de comunicación tiene trayectos de gran complejidad técnica, incluyendo cinco viaductos, entre ellos el viaducto de Montabliz, que se convirtió el día de su inauguración en el puente más alto de España y el sexto de Europa, siendo la obra más costosa de toda la autovía. El viaducto cruza el cauce del río Bisueña a 145 metros por encima del suelo. El coste por kilómetro de la autovía cuadruplicó la media de las autovías en España.
La inauguración definitiva la hizo el ministro José Blanco, en el tramo de 38 kilómetros que discurre entre los municipios de Alar del Rey y Osorno la Mayor, permitiendo así que los 205 kilómetros de distancia que hay entre Venta de Baños y Santander se puedan recorrer en una hora y cincuenta minutos.
La autovía se empezó en Bezana en 1984, siendo ministro de Obras Públicas Javier Sáenz de Cosculluela. Seis años más tarde se habían terminado los 23 kilómetros que separaban a la capital cántabra de Torrelavega. Las obras estuvieron paradas 6 años, hasta que bajo el mandato del ministro Francisco Álvarez-Cascos se reemprendieron en los tramos Torrelavega-Los Corrales de Buelna, Reinosa-Mataporquera, y Frómista-Palencia, abiertos en 2004.
Con la apertura de los últimos tramos de la A-67, Cantabria quedó comunicada directamente por autovía con Madrid, y con Andalucía a través de su conexión con la autovía Ruta de la Plata.
En el momento de su conclusión la autovía presentaba los tramos de mayor coste por kilómetro de carretera de España (13,8 millones de euros el tramo Los Corrales de Buelna - Molledo y 14,4 millones de euros el de Molledo - Pesquera, ambos en la vertiente cántabra). En estos dos tramos, de unos 11 km cada uno y en los que se atraviesa de norte a sur toda la cordillera Cantábrica, supusieron una gran dificultad técnica de construcción, con un trazado que atraviesan terreno muy accidentado. Esto queda reflejado en el hecho de que en torno al 50 % de la longitud de estos tramos discurren por túneles y viaductos, lo que supuso para el Ministerio de Fomento invertir del orden de tres veces más por kilómetro que en cualquier otro tramo normal de autovía en España.

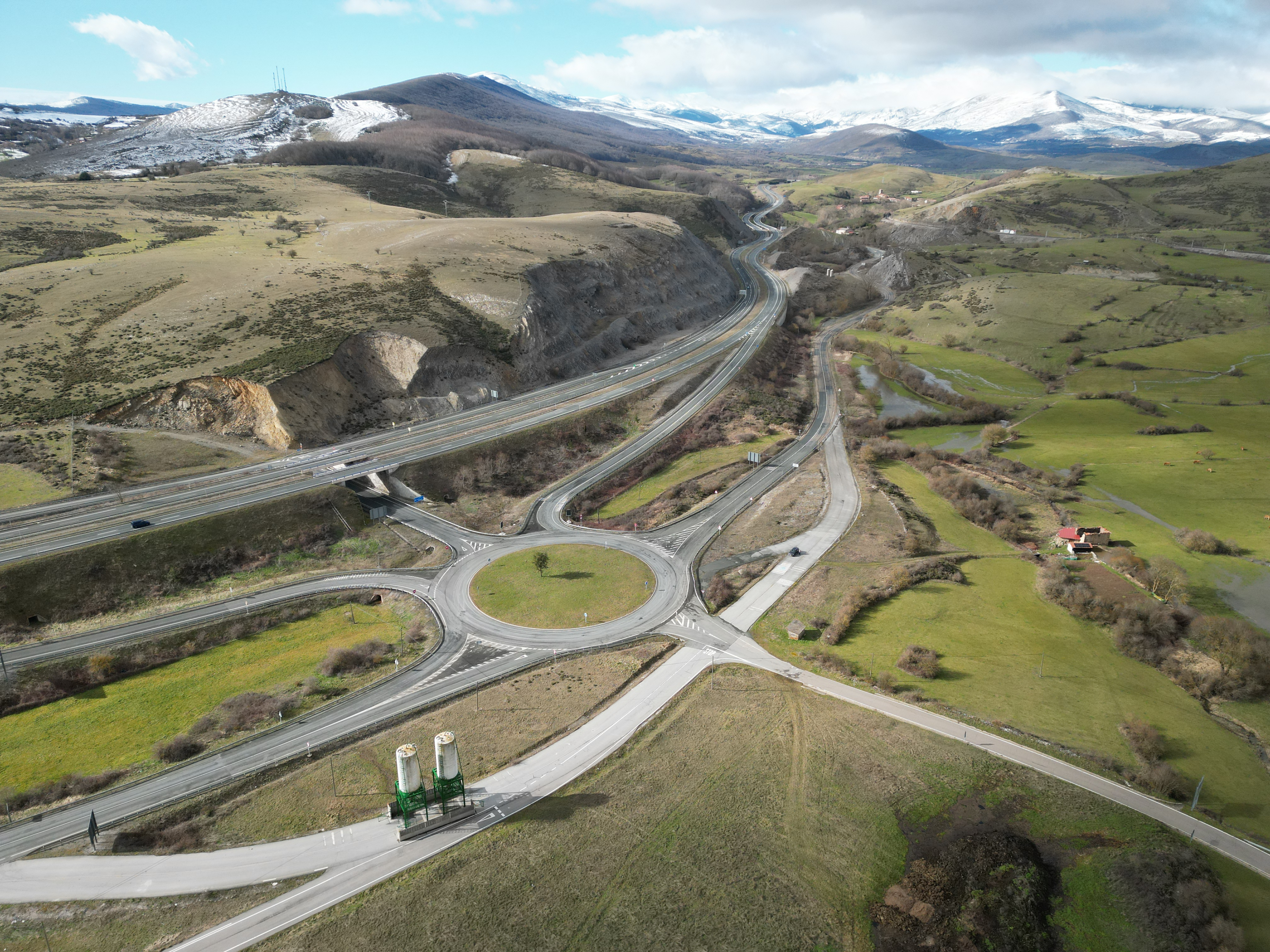
Enlace de Fombellida, entre el puerto de Pozazal y Reinosa (Cantabria).

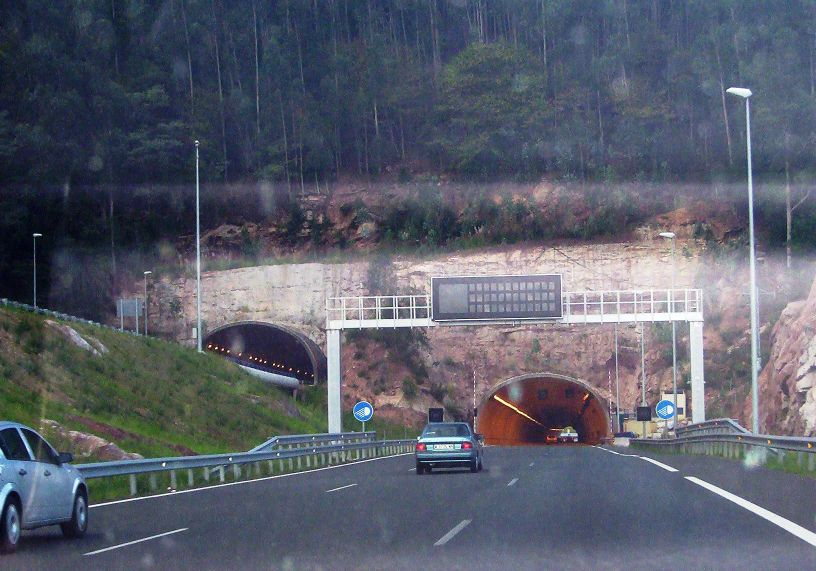
Túnel de Las Caldas en el tramo Los Corrales de Buelna - Torrelavega.

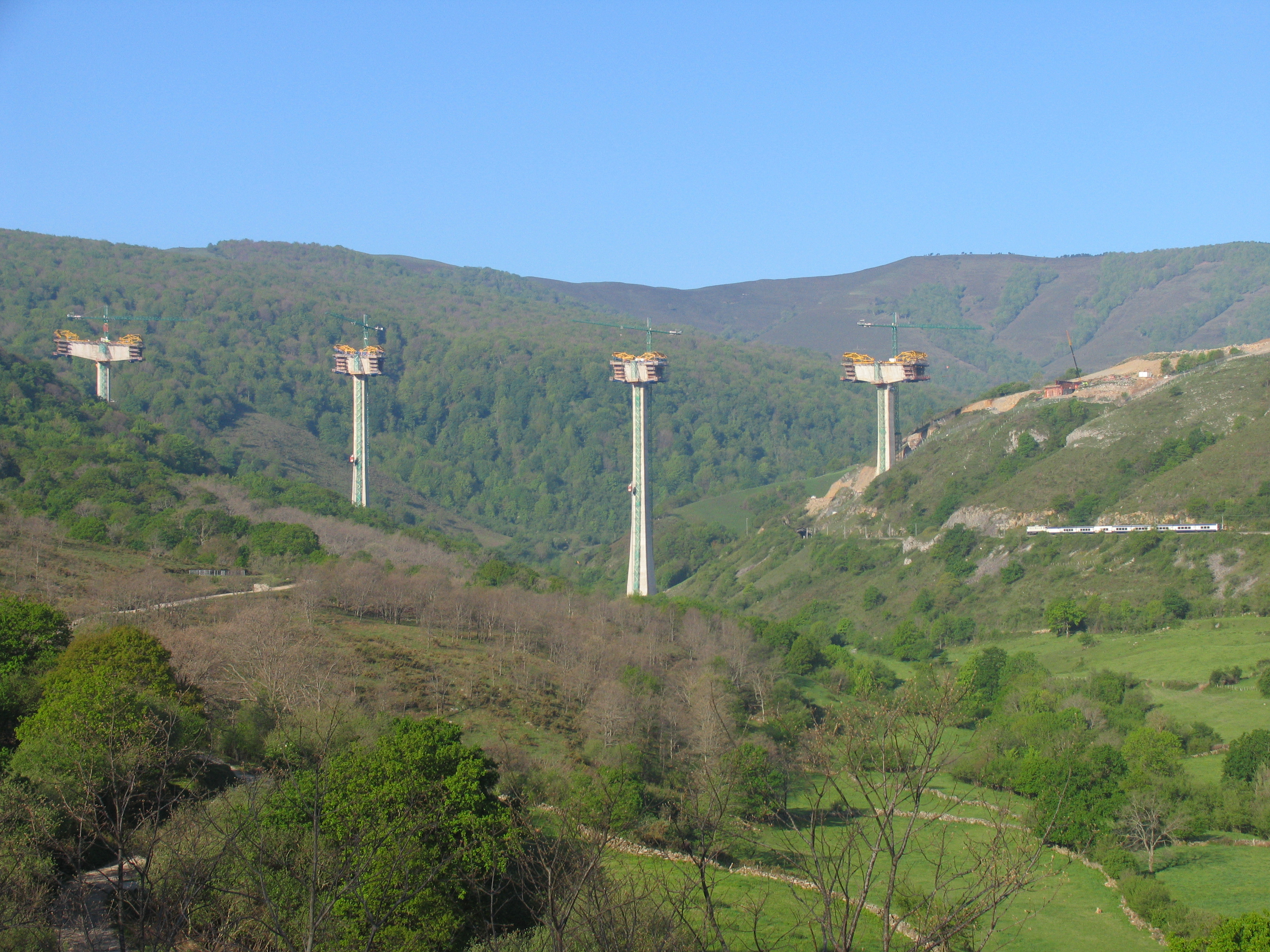
El viaducto de Montabliz en el tramo Molledo-Pesquera (Cantabria) durante su construcción en el año 2007.

## Ampliaciones y mejoras
Actualmente está en servicio la construcción de un nuevo acceso a la autovía a la altura del municipio palentino de Pomar de Valdivia, concretamente en la localidad de Quintanilla de las Torres. Esta nueva salida se sitúa entre las ya existentes de Mataporquera y Aguilar de Campoo. Esta conexión era una demanda de los pueblos de la zona, especialmente del municipio cántabro de Valderredible, que no tenía acceso directo a la autovía. El proyecto fue sacado a licitación en 2016 para su construcción.
Además están sobre la mesa dos proyectos de ampliación de la autovía (el primero está en estudio y el segundo en obras). Los tramos se encuentran en Cantabria. La primera ampliación consiste en la construcción de un tercer carril en el tramo Santander-Torrelavega. Esto se hace necesario debido a que este tramo es el que más tráfico soporta de toda la A-67, pues une las dos localidades cántabras con más población. La segunda ampliación es un proyecto de unión entre las localidades de Barreda y Sierrapando. Hasta ahora este tramo de la A-67 no tiene continuidad, pues es necesario abandonarla y circular por un pequeño tramo de la autovía del Cantábrico. Este enlace directo daría continuidad a la A-67 y evitaría las frecuentes retenciones en las proximidades de Torrelavega.

## Tramos
| Denominación            | Tramo | Kilómetros    | Año servicio |
| ----------------------- | --- | ------------- | --- |
| A-67                    | Venta de Baños A-62 - Villamuriel de Cerrato P-11 | 3,3           | 1986 |
| A-67                    | Variante Noroeste de Palencia Tramo: Villamuriel de Cerrato P-11 - Palencia Noroeste A-65 Tramo: Villamuriel de Cerrato P-11 - Palencia Noroeste A-65 | 6,5           | 1 carril por sentido: 1992 2 carriles por sentido: 2005 |
| A-67                    | Palencia Noroeste A-65 - Fuentes de Valdepero | 9             | 2006 |
| A-67                    | Fuentes de Valdepero - Amusco | 9,5           | 2006 |
| A-67                    | Amusco - Frómista | 9,5           | 2006 |
| A-67                    | Frómista - Marcilla de Campos | 10,3          | 2008 |
| A-67                    | Marcilla de Campos - Santillana de Campos | 4             | 2008 |
| A-67                    | Santillana de Campos - Osorno la Mayor A-231 | 5,9           | 2009 |
| A-67                    | Osorno la Mayor A-231 - Villaprovedo | 10,6          | 2009 |
| A-67                    | Villaprovedo - Herrera de Pisuerga | 11            | 2009 |
| A-67                    | Herrera de Pisuerga - Alar del Rey | 10,7          | 2009 |
| A-67                    | Alar del Rey - La Puebla de San Vicente | 6,8           | 2008 |
| A-67                    | La Puebla de San Vicente - Aguilar de Campoo Sur | 6,7           | 2007 |
| A-67                    | Variante de Aguilar de Campoo Tramo: Aguilar de Campoo Sur - Aguilar de Campoo Norte | 7,7           | 2007 |
| A-67                    | Aguilar de Campoo Norte - L.P. Cantabria/Palencia | 9,5           | 2004 |
| A-67                    | L.P. Palencia/Cantabria - Reinosa | 17            | 2004 |
| A-67                    | Reinosa - Pesquera | 8,6           | 2006 |
| A-67                    | Pesquera - Molledo | 11,9          | 2008 |
| A-67                    | Molledo - Los Corrales de Buelna Sur | 10,7          | 2005 |
| A-67                    | Los Corrales de Buelna Sur - Sierrapando Subtramo: Variante de Los Corrales de Buelna Subtramo: Los Corrales de Buelna Norte - Torrelavega Este Subtramo: Torrelavega Este - Sierrapando A-8 Tramo original: Riocorvo - Sierrapando A-8                                                                    | 4 8,5 1,7 5,2 | 2003 2 carriles por sentido: 2003 2 carriles por sentido: 2000 1 carril por sentido: 1991 |
| E-70 A-8 E-70 A-8 A-67a | Sierrapando - Polanco (tramo original) Tramo: Sierrapando A-8 A-67 - Barreda Sur A-8 Tramo: Sierrapando A-8 A-67 - Barreda Sur A-8 Tramo: Barreda Sur A-8 - Polanco A-67 (Ramal de Torrelavega) | 2,8 4,7       | 1 carril por sentido: 1990 2 carriles por sentido: 2000 1987 |
| A-67                    | Sierrapando A-8 - Barreda Norte | 2,95          | 2025 |
| A-67                    | Polanco - Oruña Tramo original Tramo ampliado | 5,5 5,5       | 2 carriles por sentido: 1986 3 carriles por sentido: En obras (conclusión prevista para 2027 o 2028) |
| A-67                    | Oruña - Santa Cruz de Bezana S-20 Tramo original Tramo ampliado | 6,5 6,5       | 2 carriles por sentido: 1986 3 carriles por sentido: En obras (conclusión prevista para 2027 o 2028) |
| A-67                    | Santa Cruz de Bezana - Puerto de Raos Subtramo original: Santa Cruz de Bezana S-20 - Las Presas Subtramo original: Las Presas - Puerto de Raos S-10 Remodelación: Enlace de Puerto de Raos Subtramo ampliado: Santa Cruz de Bezana S-20 - Igollo S-30 Subtramo ampliado: Igollo S-30 - Puerto de Raos S-10 | 3 - 1 3,5     | 2 carriles por sentido: 1989 2 carriles por sentido: 1990 2022 3 carriles por sentido: En obras (conclusión prevista para 2027 o 2028) 3 carriles por sentido: Proyecto aprobado provisional (pendiente licitación de obras) |

## Tramo Venta de Baños-Santander (enlace S-10)
La antigüedad de este tramo depende de a qué parte de él nos refiramos, ya que mientras la parte comprendida entre Venta de Baños y Palencia se abrió en los años 80, con características de autovía de primera generación, el tramo entre Palencia y Frómista se abrió al tráfico en julio de 2006, en diciembre de 2008 se inauguraron los tramos entre Frómista y Marcilla de Campos, Marcilla de Campos y Santillana de Campos (parte del tramo Marcilla-Osorno la Mayor) y el tramo Alar del Rey-La Puebla de San Vicente.
La parte comprendida entre Aguilar de Campoo y Reinosa se abrió hacia el año 2004, y el tramo entre Reinosa y Pesquera se abrió al tráfico en junio de 2006. El tramo entre Pesquera y Molledo se inauguró el 31 de enero de 2008 y los tramos comprendidos entre Molledo y Torrelavega se abrieron al tráfico entre 2003 y 2005. Consta de dos carriles por sentido por la mayor parte de su trazado, salvo varios tramos para subidas en cada sentido respectivamente, en los cuales consta de tres. Posee varios túneles y varios viaductos. El más importante es el viaducto de Montabliz, que es el más alto de España y el sexto de Europa a fecha de inauguración.
En la parte cántabra de acceso a Reinosa en 2011 el Ministerio de Transportes, Movilidad y Agenda Urbana instaló 1500 aspersores automáticos de fundentes en los viaductos debido al riesgo de hielo sobre la calzada durante los temporales invernales, ya que son las zonas más sensibles por su menor inercia térmica y los primeros puntos de la autovía en los que empieza a helar. Además se completó con la instalación, en diferentes tramos, de barreras antiventisca y antialudes para evitar que la nieve caiga sobre la calzada y la construcción de varios aparcamientos de emergencia frente a grandes nevadas en Cieza y Reinosa. En 2015, y a consecuencia de las fuertes nevadas que dejaron atrapados en la nieve a multitud de vehículos en el puerto de Pozazal en invierno de ese año, se instalaron cámaras de videovigilancia en este paso de montaña con el fin de detectar en tiempo real el estado de las calzadas y del tráfico en este tramo.
Aporta a Torrelavega un corredor este que conecta muchos pequeños focos de población de este municipio, antes unidos por distintas calles de la localidad de Torrelavega y conecta toda la comunidad cántabra con el norte de Palencia. El resto de tramos de la autovía se abrieron al tráfico el 28 de julio de 2009, terminándose el proyecto de unir Santander y Palencia por autovía que recogía el Plan Estratégico de Infraestructuras y Transporte (PEIT).
El ramal, actualmente está abierto, que una Sierrapando y Polanco para que los dos tramos de la A-67 estén seguidos y así descongestionar el tramo entre Polanco y Torrelavega. Será una autopista de 2 carriles y contará con un falso túnel artificial de Las Rozas de 380 metros. Fue inaugurado el 21 de julio de 2025.
A continuación, una lista detallada con todas las salidas del tramo
| Número de salida                        | Nombre de salida | Carreteras que enlaza     |
| --------------------------------------- | --- | ------------------------- |
|                                         | Autovía de Castilla - A-62 E-80 Burgos - Valladolid - Madrid                                                                             | A-62 E-80                 |
| 0 (desde A-62 y hacia los dos sentidos) | Venta de Baños | N-620                     |
| 1                                       | Calabazanos - Burgos pol. industrial | A-62 E-80                 |
| 2 (desde y hacia A-62)                  | Palencia factoría de automóviles | P-11                      |
| 3 (desde y hacia Santander)             | Palencia - Villamuriel de Cerrato | P-11                      |
| 4 (desde y hacia Santander)             | Palencia (sur) - Burgos | A-610                     |
| 6 (desde y hacia A-62)                  | Palencia (norte) - León - Benavente | A-65                      |
| 16S                                     | Fuentes de Valdepero - Valdeolmillos |                           |
| 16V                                     | Palencia (norte) - León - Benavente - Fuentes de Valdepero - Valdeolmillos                                                               | P-12 A-65                 |
| 21                                      | Monzón de Campos | N-611                     |
| 30                                      | Amusco - Piña de Campos | N-611                     |
| 39                                      | Frómista - Carrión de los Condes | P-980                     |
| 51                                      | Santillana de Campos - Arconada | P-981                     |
| 55                                      | León - Burgos - Osorno la Mayor - Carrión de los Condes                                                                                  | A-231 N-611               |
| 71                                      | Sotobañado y Priorato - Santa Cruz de Boedo - Villaprovedo                                                                               | P-232                     |
| 80                                      | Herrera de Pisuerga - Olmos de Ojeda | P-227                     |
| 88                                      | Alar del Rey - Nogales de Pisuerga - Prádanos de Ojeda                                                                                   | P-223                     |
| 94                                      | La Puebla de San Vicente - Mave | P-6213                    |
| 100                                     | Aguilar de Campoo (sur) - Valoria de Aguilar                                                                                             | N-611                     |
| 103                                     | Aguilar de Campoo (norte) - Burgos | N-627                     |
| 109                                     | Quintanilla de las Torres - Cabria | N-611 N-611a              |
| 116                                     | Mataporquera - Quintanas de Hormiguera                                                                                                   | N-611 CA-284              |
|                                         | |                           |
| 122                                     | Polientes - Arroyal | CA-272 CA-741             |
| 126                                     | Celada - Fombellida - Cervatos | CA-733 N-611              |
| 133                                     | Reinosa (sur) - Matamorosa - Polígono industrial                                                                                         | polígono industrial N-611 |
| 136                                     | Reinosa (norte) - Requejo - Alto Campoo                                                                                                  | CA-171 CA-183             |
| 144                                     | Pesquera - Santiurde - Lantueno - San Miguel de Aguayo                                                                                   | N-611                     |
| 157                                     | Santa Cruz de Iguña - Bárcena de Pie de Concha - Molledo                                                                                 | N-611                     |
| 159                                     | Arenas de Iguña - Las Fraguas | N-611                     |
| 163                                     | ENTRADA/SALIDA CERRADA Futura Área de Servicio de Cieza (obras licitadas)                                                                |                           |
| 168                                     | Los Corrales de Buelna - Somahoz | N-611                     |
| 170                                     | área de servicios |                           |
| 172                                     | Barros - Las Caldas de Besaya - Los Corrales de Buelna                                                                                   | pol. industrial N-611     |
| 176                                     | Cartes - Riocorvo | N-611                     |
| 178                                     | Tanos (Estación FF.CC) - Viérnoles |                           |
| 180                                     | Torrelavega (Ronda Interior) - Sierrapando - Centro comercial Vargas - Bilbao                                                            | N-634a A-8 E-70           |
| 185                                     | Oviedo Torrelavega | A-67a A-8                 |
| 187                                     | Suances - Santillana del Mar - Comillas - Polanco                                                                                        | N-611 CA-300              |
| 191                                     | Gornazo Área de Servicio Gornazo | CA-322                    |
| 193                                     | Puente Arce - Oruña - Mogro - Miengo | CA-232                    |
| 195                                     | Arce - Boo de Piélagos | CA-231                    |
| 197                                     | Mompía - Mortera - Liencres | N-611 CA-303              |
| 199                                     | Bezana - El Sardinero - Cuatro Caminos - Peñacastillo                                                                                    | S-20 N-611                |
| 201                                     | La Albericia - El Sardinero - Herrera de Camargo - Bilbao                                                                                | S-30 CA-308 S-10          |
| 202                                     | Avenida Primero de Mayo - Burgos | N-623                     |
| 203 (Dirección Santander)               | Bilbao - Aeropuerto de Santander | S-10 N-636                |
| 204 (Dirección Santander)               | Puerto de mercancías de Raos - Ciudad del transportista - Polígono industrial de Raos - Puerto deportivo La Marina                       |                           |
| 205 (Dirección Santander)               | Nueva Montaña - El Corte Ingles |                           |
|                                         | Autovía S-10 Santander - Bilbao - Aeropuerto de Santander Polígono N. Montaña - Centro Comercial - Ferry Puerto Raos - Ciudad Transporte | S-10                      |

## A-67a o ramal de Torrelavega (Torrelavega (enlace A-8)-Barreda (enlace A-67))
Este tramo de la A-67a es el más antiguo, siendo una autopista de primera generación, aunque el 10 de julio de 2009 se aprobó el estudio informativo para la ampliación a un tercer carril el tramo Torrelavega-Santander.
Esta actuación tiene por objeto ampliar la capacidad de la A-67 en el tramo comprendido entre el enlace de Sierrapando (convergencia de la A-67 y la A-8) y la divergencia de la S-20 con la A-67, en Santa Cruz de Bezana. Esta ampliación es importante, pues el tramo Santander-Torrelavega es uno de los que más tráfico soporta de toda la A-67, al atravesar y vertebrar el área metropolitana de Santander-Torrelavega en la que viven unas 400 000 personas.
Actualmente este tramo consta de dos carriles por sentido en todo su trazado, salvo en el enlace con la S-20 en sentido Santander, donde aumenta momentáneamente a cuatro, para finalmente bifurcarse la autovía en la A-67 y la S-20. El tramo de la autovía está aislado del resto del trazado de la autovía A-67. Se corta en la A-8, donde hay que tomarla para llegar al otro tramo. Este punto suele crear atascos en horas punta de salida de Santander a la meseta o entradas en Torrelavega.
A continuación, se muestra una lista detallada con todas las salidas del tramo:
| Número de salida | Nombre de salida                        | Carreteras que enlaza |
| ---------------- | --------------------------------------- | --------------------- |
| 182A             | Cabezón de la Sal - Oviedo              | A-8 E-70              |
| 182B             | Sierrapando - Torrelavega (este) Bilbao | N-634 A-8 E-70        |
| 185              | Oviedo Torrelavega                      | A-67a A-8             |